# Biłgoraj
Biłgoraj (udtale: [bʲiwˈɡɔraj]  ( hør) (Yiddish: בילגאריי, Bilgoray, Ukrainian: Білґорай)  er en by og en kommune (Gmina) i det sydøstlige Polen. Den ligger  i voivodskabet Lublin (Województwo lubelskie) og har 25.459(2021) indbyggere og et areal på			21,10 km².   Den  er administrationsby i powiatet (amt) Biłgoraj. Historisk set hører byen til Lillepolen og ligger i det sydøstlige hjørne af provinsen, nær grænsen til et andet historisk land, Røderusland (Røderutenien). 

## Geografi
Biłgoraj ligger i den nordlige del af Sandomierz-bassinet, nær Roztocze-bakkerne ved grænsen til Ukraine. Byen er omgivet af Solska Skoven, 20 km fra Roztocze Nationalpark. Den gennemsnitlige julitemperatur i Biłgoraj er 18 °C , en gennemsnitlig januartemperatur -2,8 °C. Byen krydses af fire små floder: Biała Łada, Czarna Łada, Osa og Próchnica. Biłgoraj ligger på højder fra 184 til 212 meter over havets overflade. Byens areal er 20  km², hvoraf skove dækker 9%. Bebygget område strækker sig langs den østlige bred af Biała Łada i 5 km (nord-syd) og 3 km (vest–øst).

## Historie
Området med nuværende Biłgoraj var dækket af tætte skove og sumpe, hvor det var vanskeligt at  etablere menneskelige bosættelser. I første halvdel af det 16. århundrede byggede den lokale adelige familie Gorajski de første bosættelser i dette tyndt befolkede hjørne af Lillepolen. På det tidspunkt blev landsbyerne Gromada, Dąbrowica og Olendrów grundlagt.
Byen Biłgoraj blev officielt etableret i 1570 af Adam Gorajski og indlemmet af kong Stefan Batory i Lviv den 10. september 1578. Dens vigtigste markedsplads blev placeret på en  bakke der blev kaldt Bialy Goraj. Byen, der er  omgivet af floder, havde en strategisk position og var let at forsvare.